# Shy Love
Shy Love vagy Shy Luv (Wiesbaden, Németország, 1978. november 27. –) amerikai pornószínész.

## Élete és pályafutása
Nyugat-Németországban született 1978-ban, szicíliai és Puerto Ricó-i származású. A pornóiparban 2003-tól dolgozik. Édesapja az Amerikai Hadsereg katonája. Hétévesen New Havenben, Connecticutban élt. A középiskolát 16 évesen végezte el. Számvitelből szerezte meg a diplomáját. Huszonéves korában fordult a pornó felé. 2003-tól kezdve szerepel szexfilmekben. A pornóiparon kívül rendezőként, producerként, menedzserként dolgozik. Colorado Springs városban társtulajdonos egy sztriptízbárban. Woodland Hillsben él, Kaliforniában. Az ATMLA cég tulajdonosa 2006-tól, mikortól is befejezte karrierjét, mint előadó, ettől függetlenül ugyanúgy szerepel, mint pornószínész.

## Válogatott filmográfia
| - 2012 It's a Crazy Teen Gang Bang - 2011 Sex Starved MILFs 2 - 2011 Club Lil Jon - 2010 Chica Chica Bang Bang - 2010 Ass Fucking Latinas - 2010 Sunny Leone Loves HD Porn - 2009 Gimme Pink 3 - 2009 Gabriella Fox: Foxxxy | - 2007 Sex Trek: Charly XXX - 2007 The Erotic Traveler - 2007 Double Socket 2 - 2007 Bi Accident 2 - 2007 Lipstick Lesbian Orgy - 2007 Farmers Daughters - 2007 Playgirl: Sexual Sensations - 2007 Lesbians Gone Wild 2 |